# Borjana Kalejn
Borjana Nikolaewa Kalejn (bulgarisch Боряна Николаева Калейн, wiss. Transliteration Borjana Nikolaeva Kalejn; * 23. August 2000 in Sofia) ist eine bulgarische Rhythmische Sportgymnastin. Bei den Olympischen Spielen 2024 in Paris errang sie die Silbermedaille und wurde bereits zuvor 2023 Weltmeisterin mit dem Team.

## Leben
Kalejn begann als Sechsjährige auf Anregung ihrer Mutter mit rhythmischer Sportgymnastik. 2008 nahm sie erstmals bei internationalen Juniorenwettkämpfen teil. 2013 brach sie sich bei ihrem ersten Junioren-Weltcup das linke Bein, nahm aber schon im Juni 2014 bei den Junioren-Europameisterschaften wieder an internationalen Wettkämpfen teil und belegte mit dem Team um Erika Safirowa und Katerina Marinowa den vierten Platz. Im Einzel errang sie mit dem Ball die Bronzemedaille.
2016 debütierte Kalejn bei den Seniorinnen bei einem Turnier in Lissabon, brach sich aber kurz danach den linken Knöchel. Hierdurch verpasste sie die Europameisterschaften. 2017 trat sie wieder in einem Turnier in Moskau und den nationalen Meisterschaften in Bulgarien an, bei denen sie im Mehrkampf Dritte wurde. Ihren ersten Titel gewann sie 2020 beim Grand Prix in Brünn mit den Keulen. 2021 nahm sie an den Olympischen Spielen in Tokio teil und erreichte im Mehrkampf den fünften Platz. Bei den Europameisterschaften errang sie gleich mehrere Titel: Mit dem Team, mit dem Ball und mit dem Band wurde sie jeweils Europameisterin. Den Titel mit dem Team konnte sie 2023 und 2024 jeweils verteidigen und gewann zudem 2023 individuell im Mehrkampf und 2024 mit dem Reifen den Titel. Bei Weltmeisterschaften konnte sie bislang nur 2023 in Valencia mit dem Team einen Titel erringen. Die Weltmeisterschaften 2022 hatte sie noch wegen einer Viruserkrankung verpasst.
2024 nahm Kalejn an den Olympischen Spielen teil. Dort errang sie hinter der Olympiasiegerin Darja Varfolomeev im Mehrkampf die Silbermedaille. Damit gewann zum ersten Mal seit Adriana Dunawska 1988 in Seoul wieder eine bulgarische Athletin eine Einzelmedaille in Rhythmischer Sportgymnastik.

## Auszeichnungen
- 2021: Rhythmische Sportgymnastin des Jahres